# Yuen Po Yang
Yuen Po Yang (chinesisch 楊遠波 / 杨远波, Pinyin Yáng Yuǎn Bō, Tongyong Pinyin Yang Yüan Po, * 1943) ist ein emeritierter Professor für Biologie mit den Fachgebieten Pflanzentaxonomie und Ökologie an der Sun-Yat-sen-Nationaluniversität, Taiwan. Sein offizielles botanisches Autorenkürzel lautet Yuen P.Yang.